# Vince Young

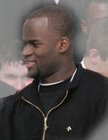
Vince Young

Vince Young, född 18 maj 1983, var en amerikansk fotbollsspelare. Vince Young, som blev draftad som nummer 3 2006 av Titans från University of Texas Longhorns blev den första QB-rookien (förstaårsspelare) som var med i Pro Bowl (allstarsmatchen). Vince Young är den moderna typen av quarterback, dvs att han är en scrambler. Han är enormt snabb och kan lika väl göra matchavgörande spel med sina händer som fötter. 
Vince Young är på framsidan av EA:s spel Madden NFL 08.